# ツインタワー瀬戸大橋

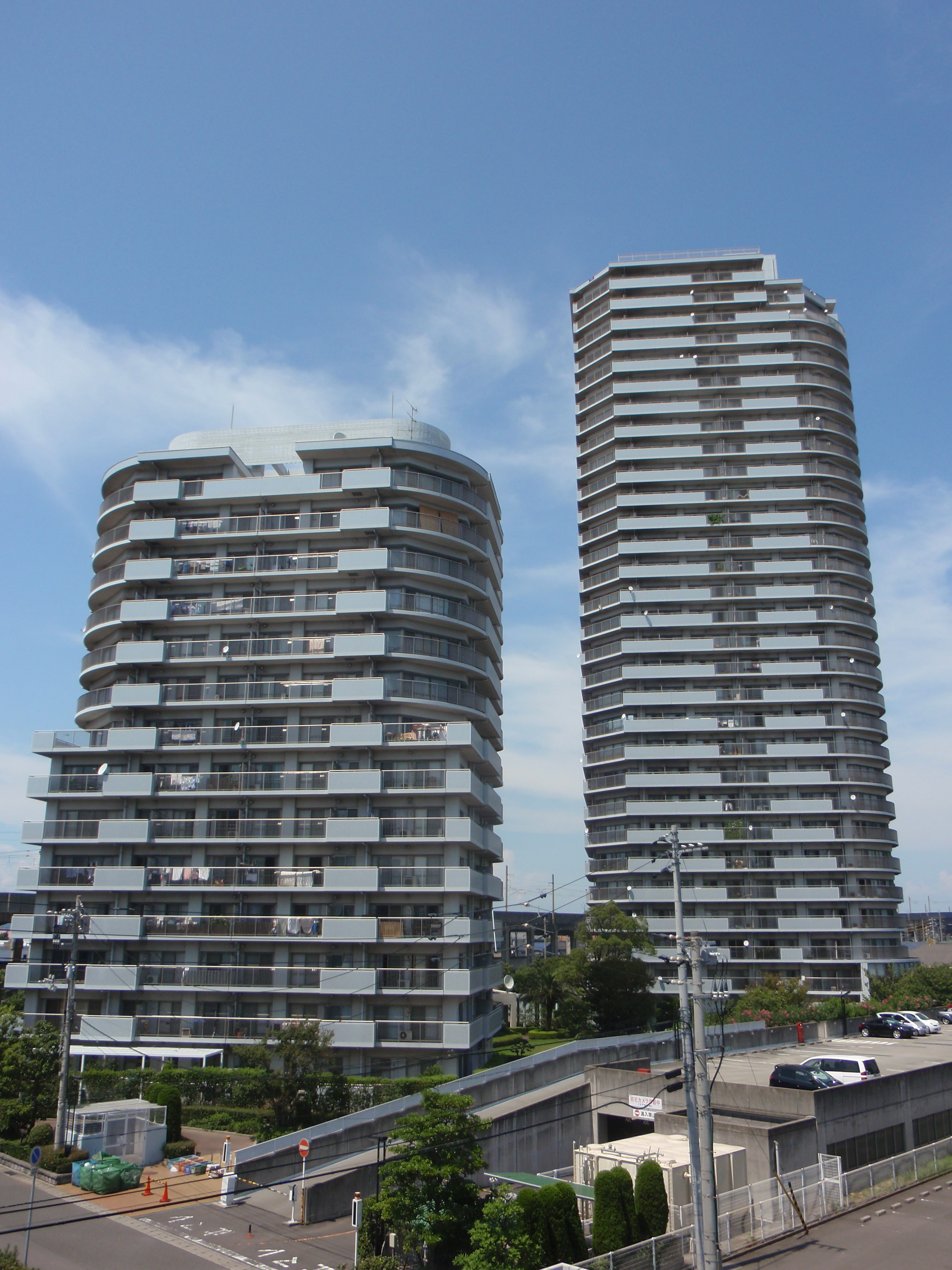
左がタワー14、右がタワー31

ツインタワー瀬戸大橋は香川県綾歌郡宇多津町にある超高層マンション。31階建てのタワー31と14階建てのタワー14からなるツインタワーである。

## 概要
瀬戸大橋開通に伴い旧塩田跡に開発された宇多津新都市（宇多津塩田土地区画整理事業）に位置しており、瀬戸大橋と瀬戸内海の眺望を売りにしている。
四国最高層のタワーマンションであり、建築物としても四国第3位の高さがある。なお、建設当初は建築物として四国最高層であったが、6年後の2000年に香川県庁舎本館が完成したため四国第1位の座を明け渡した。また、このマンションは香川県初のタワーマンションであり、2008年に高松市にアルファタワー桜町 プライムハウス（64.2m、19階建て）が完成するまでは香川県唯一の存在でもあった。

## 構造
- 延べ床面積：25,662m2
- 戸数：254戸
- 構造：鉄筋コンクリート造

タワー31
- 延べ床面積：17,473m2
- 地上：31階
- 地下：1階
- 戸数：190戸
- 高さ：102.4m

タワー14
- 地上：14階

## 建築・施工
- 建築主：日興不動産
- 設計者：戸田建設

## 交通
- JR予讃線・本四備讃線宇多津駅：徒歩7分